# Sebastian Ingrosso
Sebastian Carmine Ingrosso (født 20. april 1983) er en svensk/italiensk DJ og producer. Han er også medlem af Swedish House Mafia med vennerne Axwell og Steve Angello.